# В добрий час!
«В добрий час!» — радянський чорно-білий художній фільм, поставлений за однойменною п'єсою Віктора Розова режисером Віктором Ейсимонтом на Кіностудії ім. М. Горького. Вийшов на екрани в 1956 році.

## Сюжет
В Москву, в сім'ю професора Аверіна на час здачі вступних іспитів приїжджає з Сибіру племінник Олексій. Його «московська епопея» розгортається на тлі сімейних взаємин Аверіних. Їхній молодший син Андрій закінчив школу, але ще не визначився з вибором майбутньої професії. Він бовтається без діла, а інститут за нього вибрала його мама, Анастасія Єфремівна. Розпещений матір'ю, Андрій проте — вихований, добрий хлопець, який знає, що добре і що погано (саме він, не дивлячись на протести матері, наполягає на тому, щоб Олексій залишився жити у них в квартирі).
Старший син Аверіних — Аркадій, служачи в театрі актором, постійно мучиться невдоволенням самим собою і відсутністю великих ролей. Він зустрічається з дівчиною Машею, якій він симпатичний і яка, мабуть, хотіла б вийти за нього заміж. Однак Аркадій не поспішає зробити їй пропозицію і своєю поведінкою показує, що не сильно дорожить нею. Більш того, в хвилину сильних переживань щодо свого становища в театрі він дозволяє собі потворну істеричну витівку по відношенню до неї, але вона знаходить в собі сили пробачити Аркадія і опинитися поруч у важку для нього хвилину. Пізніше Аркадій і Маша реєструють свій шлюб таємно від Анастасії Єфремівни, але незабаром розповідають їй про це, додавши, що жити вони будуть окремо від батьків.
Олексій провалює останній іспит і повинен повертатися назад. Однак під час підготовки до іспитів у нього виникає почуття до знайомої дівчини Андрія — Галини. Почуття це, незважаючи на неодноразові сутички між ними, взаємне — Галині Олексій теж сподобався, ще з першого знайомства.
У Андрія теж фіаско зі вступом: вранці перед іспитом в натовпі абітурієнтів Андрій помічає дівчину, щиро переживає за можливу невдачу, і йде додому, вражений пристрасним бажанням цієї дівчини вступити до інституту і відсутністю схожого бажання у себе.
Захоплений характером і цілісністю натури двоюрідного брата, Андрій вирішує виїхати разом з ним в Сибір і спробувати знайти там своє покликання. Це йому вдається здійснити, незважаючи на бурхливе небажання матері відпускати його.
В кінці фільму життя налагоджується. Провал на іспиті, невступ до інституту — ще не катастрофа; на Ярославському вокзалі, де Аверіни проводжають Андрія з Олексієм, Аркадій домовляється з матір'ю, що жити вони будуть всі разом.

## У ролях
- Леонід Харитонов —  Андрій Аверін
- Віктор Хохряков —  професор Петро Іванович, батько Андрія
- Людмила Чернишова —  Анастасія Єфремівна, мати Андрія
- Олег Голубицький —  Аркадій, брат Андрія
- Леонід Давидов-Субоч —  Олексій, племінник Петра Івановича
- Наталія Малявіна —  Галя Давидова, подруга Андрія
- Галина Самохіна —  Маша Полякова, наречена Аркадія
- Олег Анофрієв —  Вадим Развалов, приятель Андрія
- Лариса Наришкіна —  Катя Сорокіна
- Сергій Витомсков —  Афанасій Кабанов
- Валентина Хмара —  абітурієнтка

## Знімальна група
- Режисер — Віктор Ейсимонт
- Сценарист — Віктор Розов
- Оператор — Борис Монастирський
- Композитор — Марк Фрадкін
- Художник — Олександр Дихтяр